# Peter Polansky
Pour les articles homonymes, voir Polansky (homonymie).
Pour les articles ayant des titres homophones, voir Polanski.
Peter Polansky, né le 15 juin 1988 à North York, est un joueur de tennis canadien, professionnel depuis 2006.

## Carrière
Peter Polansky a été victime en 2006 d'un grave accident. En effet, en proie au somnambulisme, il fait une chute de 10 mètres alors qu'il se trouvait dans un hôtel à Mexico en tant que sparring-partner de l'équipe canadienne de Coupe Davis. Ayant atterri sur des arbres, il se blesse aux jambes et au dos et reçoit plus de 400 points de suture. Il parvient à faire son retour sur les courts seulement trois mois après son accident. Ayant atteint la finale des Championnats juniors du Canada, il bénéficie d'un statut de special exempt pour disputer l'US Open où il s'achemine jusqu'en finale.
En 2010, il bat le no 15 mondial Jürgen Melzer au premier tour de la Coupe Rogers.
En 2018, il a la particularité de participer aux quatre tournois du Grand Chelem avec le statut de lucky loser, c'est-à-dire en étant repêché des qualifications. Il devient le premier joueur à accomplir cela au cours de la même saison et de sa carrière. Il n'a remporté qu'un seul match dans un tournoi de ce type, à l'US Open en 2010 contre Juan Monaco. Il a en outre gagné 10 matchs sur le circuit ATP dont 7 dans des tournois Masters 1000.
Il a remporté quatre titres Challenger en simple : à Tiburon en octobre 2013, à Gatineau en août 2016, à Granby en juillet 2018 et à Columbus en septembre 2019. Il totalise également 15 titres en double.
Il a été membre de l'équipe du Canada de Coupe Davis de 2007 à 2011, puis en 2014 lors du premier tour du groupe mondial contre le Japon.

## Parcours dans les tournois duGrand Chelem

### En simple
| Année | Open d'Australie | Open d'Australie | Internationaux de France | Internationaux de France | Wimbledon       | Wimbledon    | US Open         | US Open          |
| ----- | ---------------- | ---------------- | ------------------------ | ------------------------ | --------------- | ------------ | --------------- | ---------------- |
| 2009  | 1er tour (1/64)  | Igor Andreev     | 1er tour (1/64)          | P. Petzschner            | —               | —            | 1er tour (1/64) | G. García-López  |
| 2010  | —                | —                | —                        | —                        | —               | —            | 2e tour (1/32)  | J. Blake         |
| 2011  | —                | —                | —                        | —                        | —               | —            | —               | —                |
| 2012  | —                | —                | —                        | —                        | —               | —            | —               | —                |
| 2013  | —                | —                | —                        | —                        | —               | —            | —               | —                |
| 2014  | —                | —                | 1er tour (1/64)          | Tomáš Berdych            | —               | —            | —               | —                |
| 2015  | —                | —                | —                        | —                        | —               | —            | —               | —                |
| 2016  | —                | —                | —                        | —                        | —               | —            | —               | —                |
| 2017  | 1er tour (1/64)  | P. Carreño-Busta | —                        | —                        | —               | —            | —               | —                |
| 2018  | 1er tour (1/64)  | Karen Khachanov  | 1er tour (1/64)          | P.-H. Herbert            | 1er tour (1/64) | Dennis Novak | 1er tour (1/64) | Alexander Zverev |

N.B. : à droite du résultat se trouve le nom de l'ultime adversaire.

## Parcours dans lesMasters 1000
| Année | Indian Wells         | Miami | Monte-Carlo | Rome | Rome | Canada                | Cincinnati | Shanghai | Paris |
| ----- | -------------------- | ----- | ----------- | ---- | ---- | --------------------- | ---------- | -------- | ----- |
| 2006  | —                    | —     | —           | —    | —    | 1er tour F. Dancevic  | —          | —        | —     |
| 2007  | —                    | —     | —           | —    | —    | 1er tour F. Fognini   | —          | —        | —     |
| 2008  | —                    | —     | —           | —    | —    | 1er tour J. Levine    | —          | —        | —     |
| 2009  | —                    | —     | —           | —    | —    | 2e tour N. Djokovic   | —          | —        | —     |
| 2010  | —                    | —     | —           | —    | —    | 2e tour V. Hănescu    | —          | —        | —     |
| 2011  | —                    | —     | —           | —    | —    | —                     | —          | —        | —     |
| 2012  | —                    | —     | —           | —    | —    | 1er tour M. Ebden     | —          | —        | —     |
| 2013  | —                    | —     | —           | —    | —    | 1er tour K. Nishikori | —          | —        | —     |
| 2014  | 1er tour Juan Mónaco | —     | —           | —    | —    | 2e tour R. Federer    | —          | —        | —     |
| 2015  | —                    | —     | —           | —    | —    | —                     | —          | —        | —     |
| 2016  | 1er tour F. Verdasco | —     | —           | —    | —    | 2e tour R. Štěpánek   | —          | —        | —     |
| 2017  | —                    | —     | —           | —    | —    | 2e tour R. Federer    | —          | —        | —     |
| 2018  | 2e tour A. Mannarino | —     | —           | —    | —    | 2e tour N. Djokovic   | —          | —        | —     |
| 2019  | —                    | —     | —           | —    | —    | 1er tour Gaël Monfils | —          | —        | —     |

N.B. : sous le résultat se trouve le nom de l’ultime adversaire.

## Classements ATP en fin de saison
| Année          | 2004 | 2005 | 2006 | 2007 | 2008 | 2009 | 2010 | 2011 | 2012 | 2013 | 2014 | 2015 | 2016 | 2017 | 2018 |
| Rang en simple | 1447 | 1230 | 801  | 333  | 215  | 186  | 207  | 284  | 179  | 140  | 184  | 704  | 136  | 139  | 121  |
| Rang en double | 1752 | 1696 | 897  | 606  | 479  | 552  | 549  | 376  | 336  | 142  | 182  | 285  | 139  | 226  | 125  |

Source : (en) Classements de Peter Polansky sur le site officiel de la Fédération internationale de tennis